# Il brigante (film 1961)
Il brigante è un film italiano del 1961 diretto da Renato Castellani.
Il film è tratto dall'omonimo romanzo del 1951 di Giuseppe Berto, a sua volta ispirato a fatti di cronaca realmente accaduti in Calabria.

## Trama
Calabria, primi anni '40: Michele Rende, bracciante dall'animo ribelle, viene ingiustamente accusato dell'omicidio di un signorotto locale. Fuggito di prigione, alla fine della guerra torna al suo paese insieme ai soldati americani e guida i contadini alla rivolta contro i padroni. Nuovamente arrestato per sedare le rivolte col pretesto del vecchio omicidio, fugge ancora una volta di prigione e si dà al brigantaggio. Tradito da uno dei suoi che per errore uccide la sua fidanzata, muore in uno scontro a fuoco coi carabinieri in paese.

## Produzione

### Riprese
La pellicola è stata girata in Calabria nei territori di Scandale, San Mauro Marchesato, Casabona e nella frazione Zinga di Casabona. Le scene del film sono concentrate principalmente nel territorio dell'attuale comune di Scandale, in cui viveva la famiglia dei baroni Drammis.
La scena dell'occupazione delle terre è stata girata in località stazione di Cutro e Serra Rossa nel comune di Roccabernarda - San Mauro Marchesato.

## Riconoscimenti
- 1961 - Mostra internazionale d'arte cinematografica di Venezia
  - Premio FIPRESCI a Renato Castellani
  - Candidatura al Leone d'oro al miglior film a Renato Castellani
- 1962 - Nastro d'argento
  - Candidatura per la migliore musica a Nino Rota